# EMA 2014
EMA 2014 je potekala 8. marca 2014. Drugič doslej so nastopili le povabljeni izvajalci. O zmagovalcu so odločali le gledalci preko telefonskega glasovanja, ki je potekalo v dveh krogih. Zmagovalna in drugouvrščena pesem 1. kroga glasovanja sta se uvrstili v superfinale, zmagovalec katerega pa je postal slovenski predstavnik Pesmi Evrovizije 2014. Prireditev je vodila Ula Furlan, kot glasbena gostja pa je nastopila Maja Keuc.

## Prvi krog
V prvem krogu tekmovanja je nastopilo sedem izvajalcev, ki jih je pred tem, 7. februarja 2014, izbrala žirija v sestavi Miše Molk, Darje Švajger in Andrea F.
| #  | Izvajalec                    | Skladba              | Glasba (g) / besedilo (b) / aranžma (a)                                                                |
| -- | ---------------------------- | -------------------- | --- |
| 1. | Omar Naber                   | I Won't Give Up      | Omar Naber (g, b, a), Martin Štibernik (a)                                                             |
| 2. | Nermin Puškar & Samuel Lucas | Masquerade           | Krešimir Tomec (g, a), Igor Leonardi (g, b), Nermin Puškar (g, b), Lejla Delalić (b), Donna Osterc (b) |
| 3. | Bilbi                        | To ni blues          | Maja Pihler Stermecki (g, b, a), Gregor Stermecki (g, b, a), Peter Dekleva (a)                         |
| 4. | Nude                         | It's Gonna Be Ok!    | Gaber Marolt (g, b), Teodor Amanović (a)                                                               |
| 5. | Rudi Bučar & Elevators       | Tja                  | Rudi Bučar (g, b, a), Elevators (a)                                                                    |
| 6. | Tinkara Kovač                | Spet/Round and Round | Raay (g, a), Tinkara Kovač (b), Hannah Mancini (b), Tina Piš (b)                                       |
| 7. | Muff                         | Let Me Be (Myself)   | Senida Hajdarpašić (g), Miha Gorše (g, a), Tadej Košir (g, b), Anže Kacafura (b, a)                    |

V telefonskem glasovanju, ki je sledilo prvemu krogu tekmovanja, sta največ točk prejeli Tinkara Kovač in skupina Muff ter se uvrstili v superfinale.

## Superfinale
Po ponovnem nastopu Tinkare Kovač in skupine Muff je potekalo petminutno glasovanje, s katerim je zmagovalka Eme 2014 in s tem slovenska predstavnica na Pesmi Evrovizije 2014 na Danskem postala Tinkara Kovač s pesmijo Spet/Round and Round.
| #  | Izvajalec     | Skladba              | Št. glasov (%) |
| -- | ------------- | -------------------- | -------------- |
| 1. | Tinkara Kovač | Spet/Round and Round | 7.932 (70 %)   |
| 2. | Muff          | Let Me Be (Myself)   | 3.450 (30 %)   |